# 金山汉墓群 (兰陵县)
金山汉墓群，位于山东省临沂市兰陵县的古墓葬，为山东的省级文物保护单位之一；位于山东省菏泽市巨野县的同名古墓葬，则为中国的全国重点文物保护单位之一。
2013年，列入第三批山东省文物保护单位。